# Coendou insidiosus
Coendou insidiosus és una espècie de mamífer rosegador de la família dels porcs espins del Nou Món. És endèmic de la costa atlàntica de l'est del Brasil. Es tracta d'un animal nocturn i arborícola. El seu hàbitat natural és la Mata Atlàntica, on viu als boscos primaris i, sobretot, als boscos secundaris i les vores dels boscos. És una espècie en risc mínim, és a dir, no sembla que hi hagi cap amenaça significativa per a la seva supervivència.